# ایزابن (ویرجینیای غربی)
ایزابن (به انگلیسی: Isaban) یک منطقهٔ مسکونی در ایالات متحده آمریکا است که در شهرستان مک‌داول، ویرجینیای غربی واقع شده‌است.